# Маньи, Пьетро (футболист)
Пье́тро Ма́ньи (итал. Pietro Magni; 20 марта 1919, Роббьяте, Италия — 24 сентября 1992) — итальянский футболист, полузащитник, известный по выступлениям за «Ювентус», и футбольный тренер.

## Карьера игрока
Маньи начал свою карьеру в 1937 году в клубе Серии С «Варезе», за следующие три года сыграл за него 53 матча, забив 9 голов.
В 1940 году он перешёл в клуб Серии Б «Лигурия», в первом же сезоне забил 11 голов в 31 матче и помог команде выйти в Серию А. В Серии А дебютировал 25 октября 1941 года в игре против «Торино» (2:3).
В 1942 году Пьетро Маньи подписал контракт с «Ювентусом», дебютировал в команде 19 сентября 1942 года в кубковом матче с «Матер Рома». За свою карьеру в «Ювентусе» он сыграл на всех 11-ти позициях на поле, в том числе 13 декабря 1942 в игре с «Триестиной» (1:1) отгырал на позиции вратаря. В сезоне 1942/43 Маньи забил в лиге 10 голов, из них четыре — во второй игре против «Триестины» (6:2). Из-за Второй мировой войны чемпионат Италии проводился нерегулярно, поэтому за 6 лет в «Ювентусе» Маньи провёл лишь 106 матчей.
Покинув «Ювентус» в 1948 году, Маньи недолго выступал за клубы Серии А «Луккезе» и «Дженоа». В 1951 году он перешёл в команду Серии С «Лечче», в первом сезоне провёл за неё 10 матчей, а во втором был назначен играющим тренером. Проведя лишь 4 матча в качестве игрока, он помог команде избежать вылета из Серии С. Следующий сезон Маньи провёл в клубе Серии Д «Чезена» также в качестве играющего тренера.
Всего за свою карьеру игрока Пьетро Маньи сыграл 193 матча в Серии А, а во всех лигах — 307 матчей (52 гола).

## Тренерская карьера
После ухода из «Чезены» Маньи 4 года не тренировал клубы. В 1958 году он возглавил клуб Серии С «Про Патриа», в сезоне 1959/60 вывел его в Серию Б и в дальнейшем помог удержаться в лиге. В 1962 году Маньи стал тренером команды Серии Б «Бари» и сразу вывел её в Серию А, но по окончании сезона оставил команду. В 1965 году он возглавил «Варезе», с которым проработал один сезон, вылетев из Серии А. Далее Маньи недолгое время работал тренером «Павии» и «Салернитаны» и в 1969 году завершил карьеру.